# Петер Ноке
Петер Ноке (нім. Peter Nocke, 25 жовтня 1955) — німецький плавець.
Призер Олімпійських Ігор 1976 року.
Чемпіон світу з водних видів спорту 1975 року, призер 1973 року.
Чемпіон Європи з водних видів спорту 1974, 1977 років.